# Concreto reforzado con fibra de vidrio

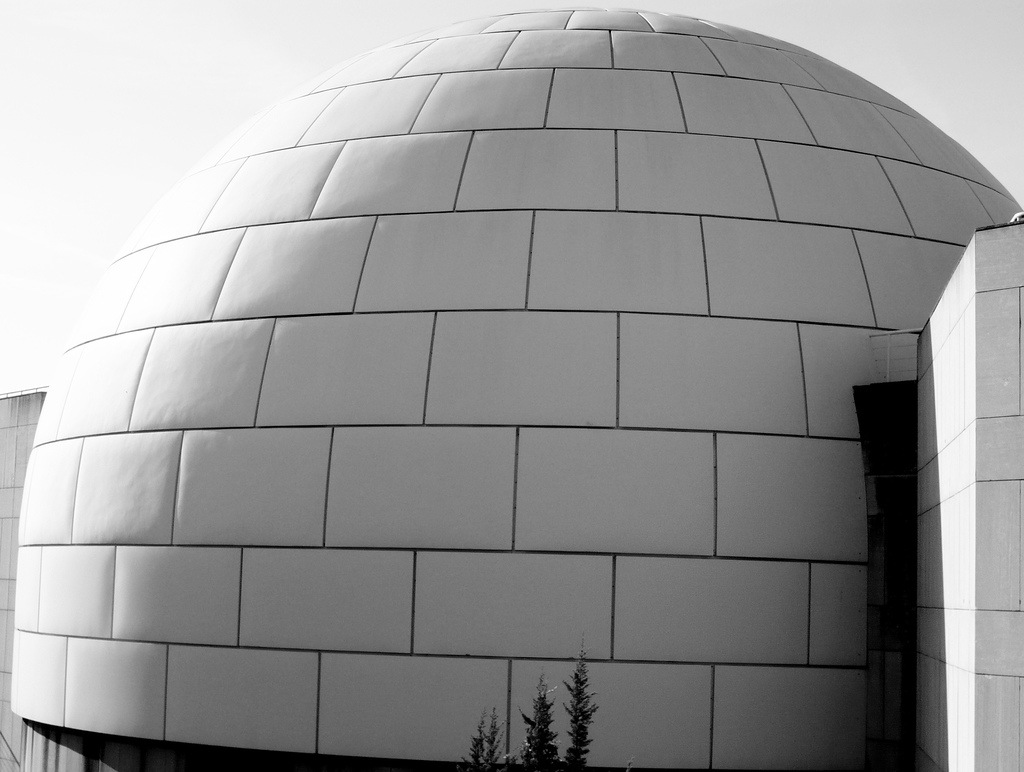
El Planetario de Madrid es uno de los edificios madrileños que primero incorporó estos materiales.

El concreto reforzado con fibra de vidrio (GRC, del inglés glass reinforced concrete, o también GFRC, glass-fiber reinforced concrete) u hormigón reforzado con vidrio es un material de construcción compuesto por concreto reforzado con fibra de vidrio.

## Origen
El hormigón es un material que no resiste los esfuerzos a tracción, por lo que para ser usado en construcción es preciso reforzarlo con barras o mallados de acero, constituyendo entonces el hormigón armado. Sin embargo, es necesario proteger las barras frente a la corrosión, pues el acero se oxida lentamente al contacto con el ambiente. Por este motivo, las piezas de hormigón armado deben disponer de varios centímetros de hormigón a cada lado de las barras, lo que deriva en un elevado grosor final de las piezas resultantes. El GRC se ideó por vez primera en Rusia, en la década de 1940, en un intento por reducir el grosor de las piezas de hormigón y hacerlas aptas para su uso en cerramientos de fachada. Para ello se sustituyó el refuerzo de acero por hebras de fibra de vidrio, que no requieren de dicha protección, obteniendo así paneles más finos (otra teoría, no documentada, sugiere no obstante que el empleo de fibra de vidrio surgió en un intento de ahorrar acero para la industria bélica durante la II GM).

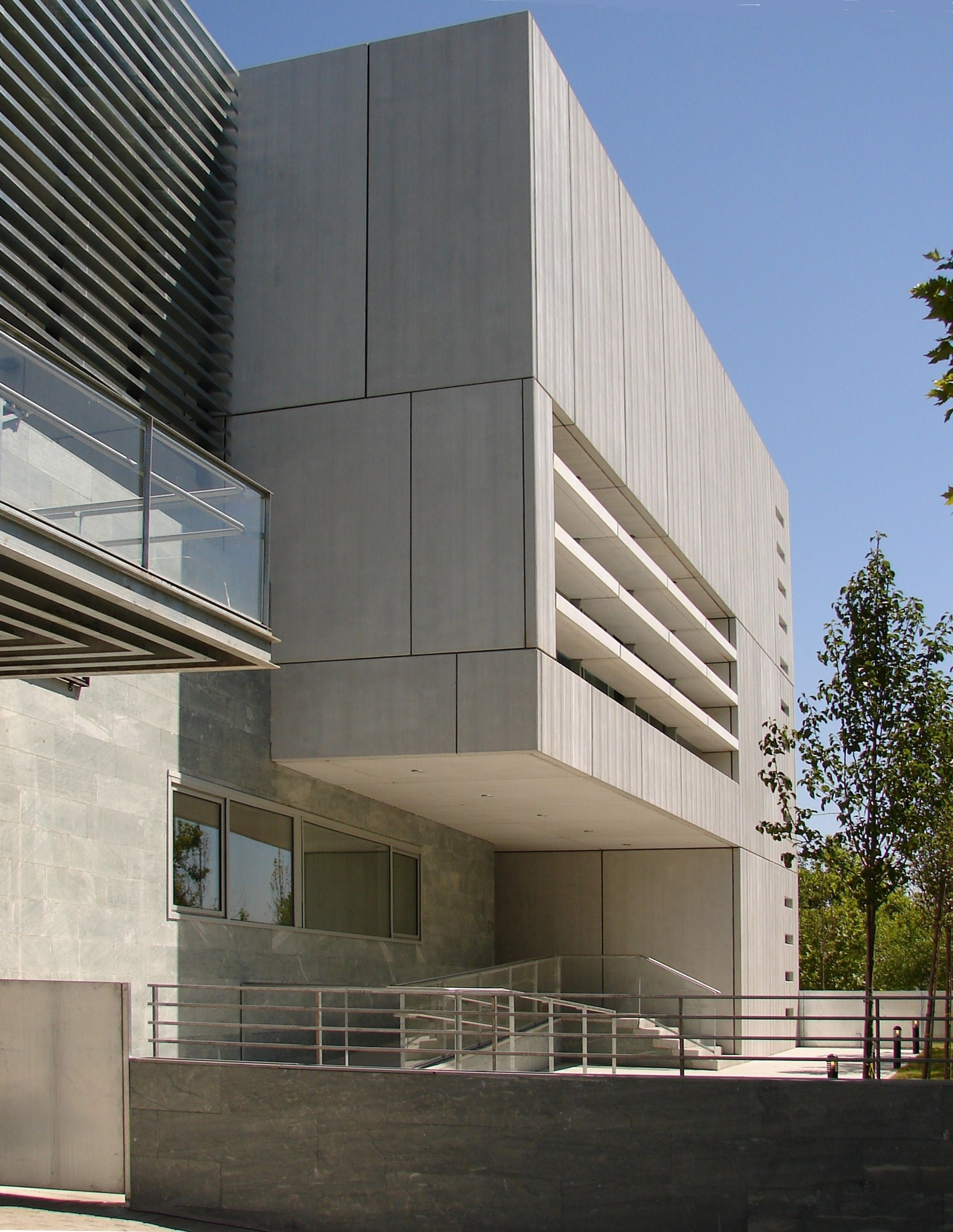
Fachadas de panel sandwich de GRC en la Biblioteca Municipal Lope de Vega de Tres Cantos

A partir de la década de 1960, se empezó a utilizar fibra de vidrio en sustitución del asbesto, por el potencial cancerígeno de este último. Pero hasta la década de 1990, con el auge de la construcción prefabricada, no ha empezado a popularizarse este material.
Existe una asociación internacional para regular el uso de este material, denominada GRCA (International Glassfibre Reinforced Concrete Association).

## Composición
El GRC es un composite o material compuesto: las fibras de vidrio se proyectan sobre una base de mortero de cemento en varias capas, creando un material final que reúne las cualidades de ambos.
Debido a que la finalidad de las piezas de GRC es la creación de paneles de «cara vista», en el mortero se suele emplear hormigón blanco<!R1> (más claro que el genérico), y arenas de granulometría fina; razón por la que a también se le denomina «microhormigón». Además se suelen utilizar distintos aditivos en la mezcla para facilitar el desencofrado del molde, o para controlar mejor la evaporación de agua y evitar así la fisuración de las piezas. También admite el empleo de colorantes en la mezcla.
Se ha descubierto que la fibra de vidrio reacciona con los álcalis del hormigón, por lo que se prefiere un hormigón de baja alcalinidad, y se emplea un tipo de fibra de vidrio resistente a los álcalis.
Debido a que las piezas de GRC se emplean en construcción prefabricada, suelen incorporar además diversos anclajes, normalmente de acero galvanizado, para facilitar su montaje en obra. Estos anclajes pueden adoptar la forma de bulones, raíles, u otras, en función del sistema elegido.
El montaje es en seco, realizándose las uniones sobre espumas de polietileno y el sellado de juntas con silicona neutra o poliuretano.<!R2> Si se dispone de espacio y tiempo, el panel se puede fabricar in situ en la propia obra.

## Tipos

### Panelsandwich
El panel consta de tres hojas: una exterior de GRC, diseñada para ser cara vista; una intermedia de aislante térmico (normalmente poliestireno expandido),<!R3><!R4> y una interior también de GRC, que puede ser también para cara vista, o pueden trasdosarse con una hoja interior.

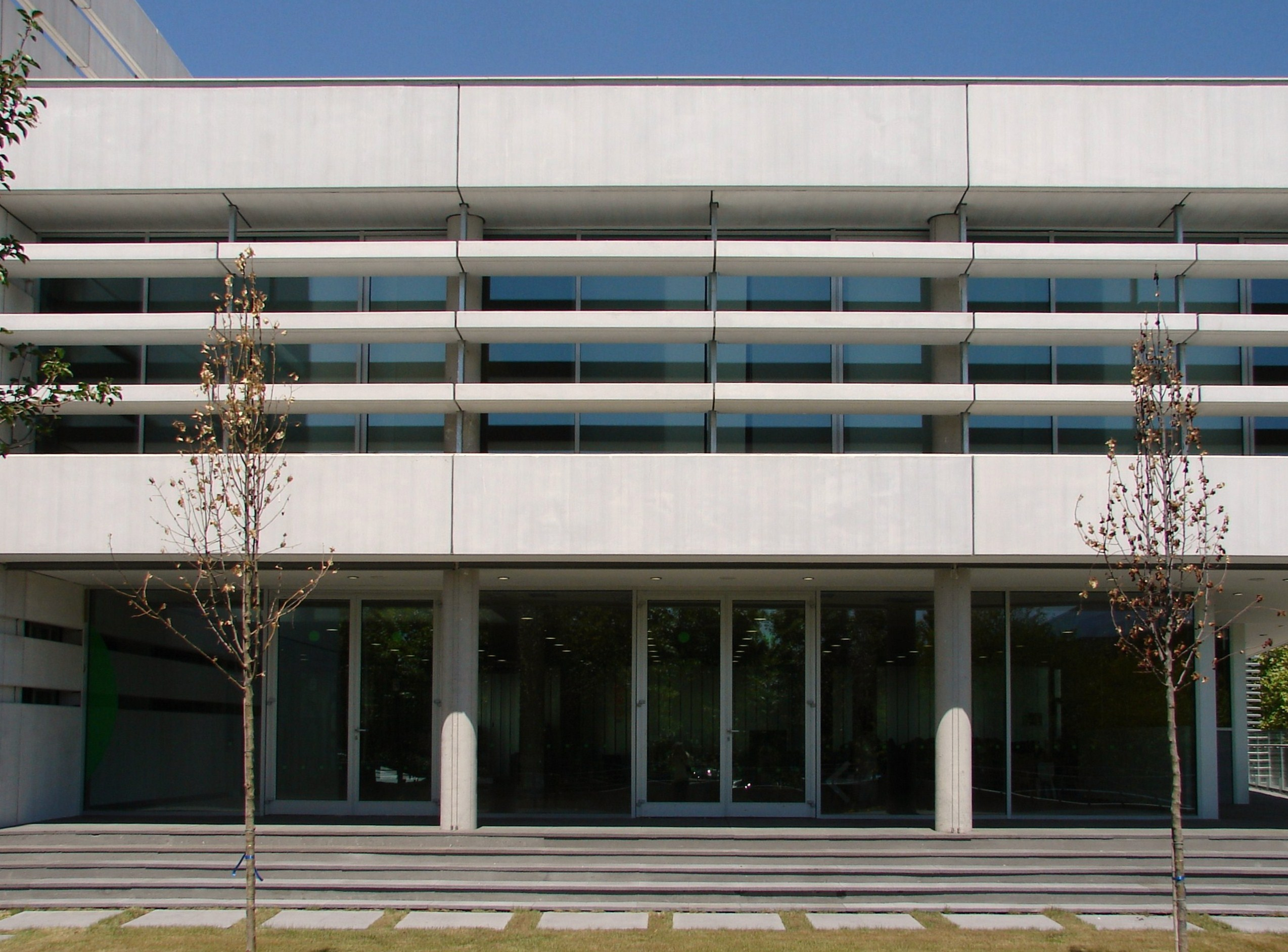
Fachadas de panel sandwich de GRC en la Biblioteca Municipal Lope de Vega de Tres Cantos

### Stud frame
Este panel consta únicamente de la placa exterior cara vista, que se monta sobre una estructura de acero galvanizado.<!R5> Estos paneles asumen la existencia posterior de una hoja interior.
La ventaja de estos paneles es que pueden adoptar mayores tamaños que los tipo sandwich, con tamaños máximos anunciados de 16<!R6> a 30m2.<!R7>

### Lámina rebordeada
Es igual que el stud frame, pero el bastidor se ejecuta con el propio material. Alcanzan tamaños muy pequeños, normalmente no superiores a 2m2.

## Usos
El GRC se emplea típicamente en formato de panel autoportante de fachada. Puede constituir el cerramiento de fachada por sí mismo, como en el caso de algunos paneles sandwich, o como hoja exterior del cerramiento en el caso de stud frame o láminas rebordeadas.
También se puede usar GRC para otro tipo de estructuras autoportantes como muretes de jardín o plafones. El panel puede pintarse, y es un material que admite muy bien las texturas, ya que su granulometría fina se adapta con facilidad a los relieves que se deseen colocar en el molde.